# Berry (ort i Australien)
Berry är en ort i Australien. Den ligger i kommunen Shoalhaven Shire och delstaten New South Wales, i den sydöstra delen av landet, omkring 110 kilometer sydväst om delstatshuvudstaden Sydney. Antalet invånare är 1 934.
Närmaste större samhälle är Nowra, omkring 15 kilometer sydväst om Berry. 
Trakten runt Berry består till största delen av jordbruksmark. Genomsnittlig årsnederbörd är 1 352 millimeter. Den regnigaste månaden är februari, med i genomsnitt 211 mm nederbörd, och den torraste är juli, med 36 mm nederbörd.